# Club Fernando de la Mora
Club Fernando de la Mora es un club de fútbol de Paraguay, del barrio Palomar. Fue fundado en 1925 y milita en la Segunda División de Paraguay. El club fue creado en el distrito de Lambaré, en ese entonces perteneciente a la ciudad de Asunción.

## Historia
Fundado en la Navidad de 1925 inicialmente con el nombre Triunfo F.C.. En 1928 pasa a denominarse Club Triunfo, en años posteriores hubo una escisión del club y así surgieron los clubes Presidente Alvear y San Vicente. En años posteriores hubo negociaciones para la unificación de los clubes, idea que acompañaron los clubes Triunfo y San Vicente, así por resolución de una asamblea extraordinaria el 13 de abril de 1941 surge el club Fernando de la Mora, tomando como fecha de fundación los orígenes del Triunfo F.C.
Participa la mayor parte de su vida institucional en las divisiones de ascenso. Pero en la temporada 2006 logró jugar en la máxima categoría del fútbol paraguayo, la Primera División, aunque su estadía en esa categoría fue solo por esa temporada.
En las temporadas siguientes juega en la División Intermedia (Segunda División), pero en la temporada 2013 descendió a la Primera B (Tercera División).
En la temporada 2014 logró el subcampeonato de la Primera B, tercera división del fútbol paraguayo y luego de ganar el repechaje a la Liga Ovetense (representante de la U.F.I.), ascendió a la División Intermedia.
En la temporada 2015 el club realizó una muy buena campaña, en la cancha sumó 53 puntos lo que le hubiera dado el subcampeonato y el ascenso a la Primera División, pero tras perder 6 puntos en protestas, terminó con 47 puntos en la 4ª posición de la tabla.
En la temporada 2016 de la Segunda División el club culminó en la novena posición del campeonato de entre 16 clubes.
En la temporada 2017 de la Segunda División el club tras una temporada irregular culminó en el 14º puesto de entre 16 clubes. Pero no luchó por su permanencia debido a su buen promedio. 
En la temporada 2018 de la Segunda División el club a diferencia de la temporada anterior, tuvo una buena campaña que lo mantenía en la parte alta de la tabla de posiciones, llegando a la última fecha del campeonato con posibilidades matemáticas de forzar un partido extra contra el Sportivo San Lorenzo por el subcampeonato, para ello justamente debía derrotar a dicho equipo de visitante, objetivo que lo logró al ganar el encuentro 1-2. Pero en el partido extra cayó por penales 5-6 tras haber concluido el encuentro 0-0. De esta forma ocupó finalmente el tercer puesto, siendo su mejor actuación desde su regreso a esta división y acariciando el ascenso a la Primera División. En la Copa Paraguay el club llegó hasta la segunda fase, cayendo en esta instancia ante el club Sportivo Luqueño de la Primera División, en la primera fase había eliminado al club Sportivo Iteño de su misma categoría. 

## Uniforme
- Uniforme titular: Camiseta roja con detalles blancos,short rojo,medias rojas.
- Uniforme alternativo: Camiseta blanca, pantalón rojo, medias rojas.

## Estadio
El club oficia de local en el estadio Emiliano Ghezzi, que tiene una capacidad aproximada de 6000 espectadores.

## Cronologías de temporadas
En lo que va del siglo, el club ha estado en todas las divisiones del sistema de liga local:

## Palmarés

### Torneos nacionales
- Segunda División (1): 1930.
  - Subcampeón (1): 2005 (ascendió).
- Tercera División (4):1949, 1950, 1958, 2003.[10]
  - Subcampeón (1): 2014 (ascendió).
- Cuarta División (0):
  - Subcampeón (1): 2002 (ascendió).